# Aaron Davis Hall
Aaron Davis Hall est un centre d'arts situé à Harlem, Manhattan, New York. Il ouvre ses portes en 1979 et est situé sur le campus du City College of New York entre les 133e et 135e rue sur Convent Avenue, à l'est de l'Amsterdam Avenue. Il est constitué du Marian Anderson Theatre, nommé d'après la contralto américaine et le Theatre B, une black-box.
En 2007, il fait partie des 530 institution new-yorkaise à recevoir une part des 20 millions de la Carnegie Corporation, qui a été rendue possible par un don du maire de New York, Michael Bloomberg.

## Histoire
En 1974, le City College annonce les plans du Aaron Davis Hall, d'une valeur de 5,3 millions de dollars, qui abritera le Leonard Davis Center for the Performing Arts. Le centre est inauguré en 1979 avec un concert de nombreux artistes de renom tels que Mikhaïl Barychnikov et Ella Fitzgerald. L'architecture est saluée pour son dynamisme et son style « distingué ».
En décembre 1992, la salle fait l'objet d'une rénovation de 250 000 dollars, qui implique le remplacement de la moquette déchirée, la repeinture et l'embellissement du hall d'entrée et des coulisses, ainsi que l'installation d'un nouveau système d'éclairage informatisé et d'un système audio à 40 canaux, comparé à l'ancien système qui ne permettait que quatre microphones.
En 2007, il fait partie des plus de 530 institutions artistiques et de services sociaux de la ville de New York, à recevoir une partie de la subvention de 20 millions de dollars de la part de la Carnegie Corporation, rendue possible grâce au don du maire de New York, Michael Bloomberg.

## Artistes et visiteurs notables
- American Symphony Orchestra
- Mikhaïl Barychnikov
- Harry Belafonte
- Ornette Coleman
- Gil Evans
- Suzanne Farrell
- Ella Fitzgerald
- Freddie Hubbard
- Bill T. Jones
- Alicia Keys
- Ted Koppel
- David Letterman
- Nelson Mandela
- Patricia McBride
- Barack Obama
- Paul Smtith Trio
- Max Roach
- Carl Hancock Rux
- Nancy Wilson
- Lillias White